# Ягодно-Полянское муниципальное образование
Ягодно-Полянское муниципальное образование — сельское поселение в Татищевском районе Саратовской области Российской Федерации.
Административный центр — село Ягодная Поляна.

## История
Статус и границы сельского поселения установлены Законом Саратовской области от 27 декабря 2004 года № 108-ЗСО «О муниципальных образованиях, входящих в состав Татищевского муниципального района».
Большеивановское и Ягодно-Полянское муниципальные образования преобразованы путём их объединения в муниципальное образование "Ягодно-Полянское муниципальное образование со статусом сельского поселения и с административным центром в селе Ягодная Поляна.

## Население
| 2010  | 2011  | 2012  | 2013  | 2014  | 2015  | 2016  |
| ----- | ----- | ----- | ----- | ----- | ----- | ----- |
| 1379  | ↗1383 | ↗1417 | ↗1435 | ↗2539 | ↘2534 | ↗2553 |
| 2017  | 2018  | 2019  | 2020  | 2021  |       |       |
| ↘2504 | ↘2486 | ↗2508 | ↘2505 | ↘2484 |       |       |

## Состав сельского поселения
| № | Населённый пункт  | Тип населённого пункта       | Население |
| - | ----------------- | ---------------------------- | --------- |
| 1 | Большая Ивановка  | село                         | ↗706      |
| 2 | Большая Фёдоровка | село                         | ↘425      |
| 3 | Новоскатовка      | село                         | ↘26       |
| 4 | Полчаниновка      | село                         | ↘346      |
| 5 | Ягодная Поляна    | село, административный центр | ↘954      |